# ماريا شكارليتوفا
ماريا سافيليفنا شكارليتوفا (بالروسية: Мария Савельевна Шкарлетова)‏، (بالأوكرانية: Марія Савеліївна Шкарлетова)‏؛ 3 فبراير 1925 - 2 نوفمبر 2003) كانت طبيبًا ميدانيًا في فوج بندقية الحرس 170 خلال الحرب العالمية الثانية. شاركت خلال الحرب في عمليات هجومية في أوكرانيا ومولدوفا وبولندا والتي منحتها لقب بطل الاتحاد السوفيتي في 24 مارس 1945.

## النشأة
ولدت شكارليتوفا في 3 فبراير 1925 في كيسلوفكا لعائلة من الفلاحين الأوكرانيين. وبعد تخرجها من المدرسة الثانوية عملت في صناعة السكك الحديدية، وبعد ذلك في مزرعة جماعية حتى بداية الحرب العالمية الثانية، وبعد ذلك عملت في بناء التحصينات الدفاعية حتى احتلت القوات الألمانية قريتها في يوليو 1942. ولأن القوات الألمانية حاصرت المدينة قبل إخلائها وبقية أفراد أسرتها، لم تكن قادرة على الانضمام إلى الجيش الأحمر حتى استعادت القوات السوفيتية السيطرة على المدينة في يوليو 1943.

## المهنة العسكرية
بعد أن استعاد الجيش الأحمر كوبيانيك رايون في عام 1943، انضمت شكارليتوفا إلى الجيش وتم إرسالها إلى دورات طبية قصيرة في ميليروفو. بعد تخرجها من هذه الدورات في أكتوبر، تم نشرها في فوج سلاح الحرس رقم 170 من شعبة بندقية الحرس 57. ومع كونها طبيبة فقد شاركت في قتال مباشر، وفي عدة مناسبات قادت وحدتها في القتال على الجبهة الشرقية. قاتل الفوج في معارك متعددة للسيطرة على ضفاف الأنهار الاستراتيجية على دنيبر، وإنغوليتس، ودنيستر، وبوك الجنوبي، وفيستولا. وفي عملية فيستولا بالقرب من وارسو، شاركت في تقدم لإنشاء رأس جسر على الضفة اليمنى تحت نيران العدو الثقيلة. وبصفتها المسعفة الوحيدة لمجموعة الإنزال، كان عليها الركض تحت نيران المدفعية الثقيلة وهجمات القصف لتوفير الإسعافات الأولية ونقل الجرحى إلى سلامة الغابة. لقد قامت بإجلاء أكثر من 100 جريح تحت غطاء الظلام عبر نهر فيستولا وقد حصلت إثر هذا على لقب بطل الاتحاد السوفيتي في مارس 1945.

## الحياة في وقت لاحق
أصبحت شكارليتوفا عضوًا في الحزب الشيوعي السوفيتي في عام 1946 وتخرجت من كلية الطب في كوبيانسك في عام 1949. لقد شاركت بنشاط في إعادة إعمار المنطقة التي مزقتها الحرب وكانت ممرضة في مستشفى منطقة كوبيانسك. كان زوجها أيضًا من قدامى المحاربين في الحرب العالمية الثانية وقاما بتربية ابنتين. تم انتخابها لاحقًا نائبة في مجلس المدينة وكانت عضوًا في اللجنة الإقليمية للصليب الأحمر في خاركوف. وفي عام 1965 تم منحها وسام فلورانس نايتنجيل لتفانيها في إنقاذ الجرحى في الحرب. توفيت في 2 نوفمبر 2003 بكوبيانسك في أوكرانيا عن عمر يناهز 78 عامًا.

## الجوائز
- بطل الاتحاد السوفيتي (24 مارس 1945)
- وسام لينين (24 مارس 1945)
- وسام الحرب الوطنية من الدرجة الأولى (11 مارس 1985)
- وسام النجمة الحمراء (28 مارس 1944)
- وسام فلورانس نايتنجيل (12 مايو 1965)
- وسام الاستحقاق من الدرجة الثالثة (7 مايو 1995)
- وسام Bohdan Khmelnytsky من الدرجة الثالثة (14 أكتوبر 1999)
- ميداليات الحملة واليوبيل[6]

### فهرس
- Cottam، Kazimiera (1998). Women in War and Resistance: Selected Biographies of Soviet Women Soldiers. Newburyport, MA: Focus Publishing/R. Pullins Co. ISBN:1-58510-160-5.
- Simonov، Andrey؛ Chudinova، Svetlana (2017). Женщины - Герои Советского Союза и России [Women – Heroes of the Soviet Union and Russia]. Moscow: Russian Knights Foundation and Museum of Technology Vadim Zadorozhny. ISBN:9785990960701. OCLC:1019634607.